# Neobisium primitivum
Espèce
Synonymes
- Neobisium primaevum Beier, 1931

Neobisium primitivum est une espèce de pseudoscorpions de la famille des Neobisiidae.

## Distribution
Cette espèce est endémique du Pays basque en Espagne. Elle se rencontre à Murua dans la grotte Cueva de Mairuelegorreta et à Bilbao dans la grotte Cueva de San Roque de Utzkorta.

## Description
L'holotype mesure 2,2 mm.

## Liste des sous-espèces
Selon Pseudoscorpions of the World (version 3.0) :
- Neobisium primitivum primaevum Beier, 1931
- Neobisium primitivum primitivum Beier, 1931

## Publication originale
- Beier, 1931 : Zur Kenntnis der troglobionten Neobisien (Pseudoscorp.). Eos, vol. 7, p. 9-23 (texte intégral).